# Sobecký gen

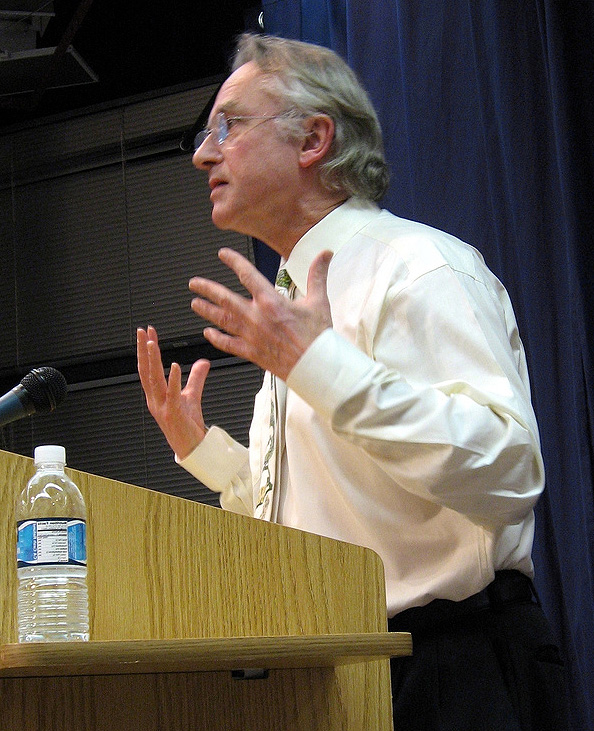
Richard Dawkins, propagátor teorie sobeckého genu

Sobecký gen je jedna z ústředních metafor moderního neodarwinismu. Podle ní je gen hlavní jednotkou přirozeného výběru, ne jednotlivec, nebo dokonce skupina, jak předpokládal výběr skupinový. Jednotlivé alely mezi sebou soupeří o zastoupení v dalších generacích a organismy jsou jejich pouhými výtvory, vehikly, které si postavily, aby se mohly účinněji prosazovat ve světě.
Tento pohled umožňuje výklad jevů, které jinými metodami prohlédnout nelze. Uvážíme-li například hlediska genů na chromozomu Y, které se dědí pouze po samčí linii, dojdeme k závěru, že z jejich pohledu by bylo výhodné přehlížet samičí a starat se pouze o samčí potomky. To je v protikladu se zájmy ostatních genů, kterým záleží na svém přenosu do dalších generací obecně. Dochází tak ke střetu zájmů, ze kterého obvykle vycházejí vítězně důsledně pohlavně se rozmnožující geny, což je možné vysvětlení toho, proč je na chromozomu Y a v mitochondriální DNA tak málo genetické informace.
Richard Dawkins proslavil toto označení ve své stejnojmenné knize z roku 1976, teorie sama vznikla v 60. letech díky britským biologům Hamiltonovi a Pittendrighovi a americkému biologovi Williamsovi.

## Kritika
Hlavními kritiky této teorie jsou evoluční biolog Ernst Mayr, paleontolog Stephen Jay Gould, biolog a antropolog David Sloan Wilson a filosof Elliott Sober. 